# Гордово (Могилёвская область)
Го́рдово (бел. Гордава) — деревня в составе Мощаницкого сельсовета Белыничского района Могилёвской области Республики Беларусь.

## Население
- 2010 год — 11 человек